# Rain (canção de Mika)
Rain foi o segundo single do segundo álbum do cantor Mika, The Boy Who Knew Too Much

## Tema
A música contém recursos do violinista Owen Pallett e parte da letra da música foi tirada de uma carta de rompimento que segundo o cantor foi direcionada a um Ex. Sobre a música o mesmo afirmou:
"É uma carta de rompimento que eu escrevi. Então eu pensei que seria engraçado colocá-la em um ritmo de dança e fazer todos dançarem."
Stuart Price que já trabalhou com Madonna, The Killers e Keane também produziu esta faixa. Mika disse à revista Q em junho de 2009 que a música o lembra o grupo ABBA e Frankie Goes to Hollywood.

## Recepção
A canção recebeu críticas muito positivas. Nick Levene do Digital Spy deu 4/5 estrelas a canção e disse: "Aquelas pessoas que pensavam que Mika mudou desde "We Are Golden" devem ser agradavelmente surpreendidos com "Rain", o segundo single do seu segundo álbum... Heather Phares do portal Allmusic afirma que "Rain" é um primo de "Relax, Take It Easy" misturado a melancolia disco-pop.

## Clipe
O vídeo da música para "Rain" foi filmado na Epping Forest, em Essex e estreou na internet em 16 de outubro de 2009. Foi dirigido por Nez Khammal. O clipe mostra Mika numa escura floresta encantada com o cantor andando entre tendas coloridas em formato de triângulos. Ao longo do clipe aparecem criaturas estranhas dançando ao seu redor e logo depois o perseguindo para fora da floresta em meio a explosão de fogos de artifício.

## Lista de Faixas
UK CD single
1. "Rain"  	3:43
2. "Poker Face" (Radio 1 Live Lounge Session)	3:09
3. "Rain" (Seamus Haji Big Love Edit)	3:05

French 2-Track CD single	
1. "Rain"  	3:43
2. "Rain" (Acoustic Version)	3:04

French 4-Track CD single
1. "Rain"  	3:43
2. "Poker Face" (Radio 1 Live Lounge Session)	3:09
3. "Rain" (Seamus Haji Big Love Edit)	3:05
4. "Rain" (Benny Benassi Remix)	6:10

Italian CD single	
1. "Rain" (Benny Benassi Edit)	3:29
2. "Rain" (Seamus Haji Big Love Edit)	3:08
3. "Rain" (Diamenco Torti Edit)	3:36
4. "Rain" (Benny Benassi Remix)	6:10
5. "Rain" (Benny Benassi Dub)	6:13
6. "Rain" (Seamus Haji Big Love Remix)	8:25
7. "Rain" (Diamenco Torti Extended Remix)	6:17
8. "Rain" (Magistrates Remix)	4:34
9. "Rain" (Radio Edit)	3:26

UK Digital Download	
1. "Rain"  	3:43
2. "Rain" (Benny Benassi Remix)	6:10
3. "Rain" (Seamus Haji Remix)	5:43
4. "Rain" (Acoustic Version) 3:04

## Posições nas paradas musicais
| Posição (2009/2010)                            | Melhor Posição |
| ---------------------------------------------- | -------------- |
| Australia (ARIA)                               | 90             |
| Bélgica (Ultratop 50 de Flandres)              | 5              |
| Bélgica (Ultratop 50 da Valônia)               | 3              |
| Europa (Billboard European Hot 100 Singles)    | 13             |
| França (SNEP)                                  | 5              |
| O campo songid é OBRIGATÓRIO PARA PARADA ALEMÃ | 56             |
| Israel (Israeli Airplay Chart)                 | 2              |
| Itália (FIMI)                                  | 4              |
| Países Baixos (Dutch Top 40)                   | 24             |
| Slovakia (IFPI)                                | 13             |
| Espanha (PROMUSICAE)                           | 18             |
| Suíça (Schweizer Hitparade)                    | 28             |
| UK Singles (Official Charts Company)           | 72             |